# Fugacità

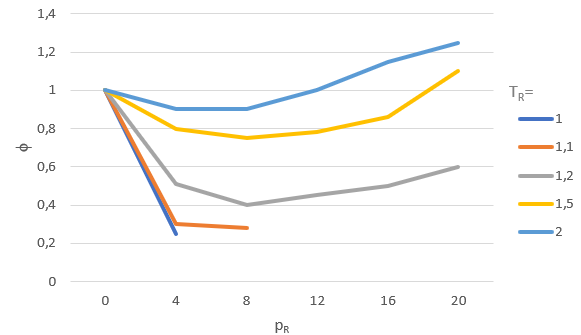
Grafico rappresentante il rapporto tra pressione ridotta e coefficiente di fugacità a diverse temperature ridotte

In termodinamica, la fugacità è una grandezza fisica utilizzata per studiare il trasferimento di materia in un sistema multifase che esplicita lo scostamento di comportamento di un gas reale da quello di un gas perfetto. Questa informazione riprende e completa la trattazione sulle grandezze residue.
Essa rappresenta la tendenza di un fluido a "fuggire" (escaping tendency) o espandersi isotermicamente.
Tale grandezza è stata introdotta nel 1901 dal chimico-fisico statunitense Gilbert Lewis.

## Fugacità di composti puri
La fugacità viene definita come:
{\displaystyle {\begin{cases}d\mu _{T}=RTdln(f)\\\lim _{p\to 0}{\frac {f}{p}}=1\end{cases}}}
La prima equazione deriva dall'utilizzo dell'equazione del gas perfetto applicata ad un sistema bifase in equilibrio, in cui quindi temperatura, pressione e potenziale chimico delle due fasi risultano uguali. Il potenziale chimico è uguale (solo per i composti puri) all'energia libera di Gibbs molare, quindi:
{\displaystyle d\mu _{T}^{gp}=dg_{T}^{gp}=v^{gp}dp=RT{\frac {dp}{p}}=RTdln(p)}
Dove con {\displaystyle gp} si indica lo stato di gas perfetto.
Lewis ha verificato sperimentalmente che questa equazione è valida per i gas perfetti. Successivamente ha definito la fugacità, in sostituzione della pressione, per poter caratterizzare anche i gas non perfetti.
La seconda equazione serve appunto per confrontare il comportamento di un gas reale e di uno perfetto, in quanto per pressioni tendenti a zero un gas reale ha un comportamento pressoché identico a quello di un gas perfetto. Perciò il limite impone l'uguaglianza tra la prima equazione della definizione di fugacità e l'equazione del differenziale del potenziale chimico per un gas perfetto, perché in questo caso {\displaystyle f=p}.
L'unità di misura della fugacità è quindi il Pascal {\displaystyle [Pa]}, la stessa della pressione.

### Coefficiente di fugacità di composti puri
Il rapporto tra fugacità e pressione (presente nel limite) viene definito coefficiente di fugacità e misura lo scostamento dal comportamento di gas perfetto.
{\displaystyle \phi _{(T,p)}={\frac {f_{(T,p)}}{p}}={\frac {f_{(T,p)}}{f_{(T,p)}^{gp}}}}
Il coefficiente di fugacità risulta quindi essere adimensionale.
In particolare per un gas perfetto risulta {\displaystyle \phi =1}, essendo la fugacità di un gas perfetto uguale alla sua pressione.
Nei calcoli termodinamici sui gas non rarefatti, e conseguentemente nel calcolo della costante di equilibrio, è dunque più corretto usare al posto della pressione la fugacità ({\displaystyle f}) qualora si volessero trattare sistemi reali.

### Calcolo del coefficiente di fugacità
Questa trattazione è necessaria poiché esiste una correlazione analitica semplice tra le equazioni di stato e il coefficiente stesso. Conoscendo poche informazioni sperimentali (come {\displaystyle T}e {\displaystyle p} che caratterizzano completamente lo stato intensivo di un sistema mono-componente bifase in equilibrio) è possibile calcolare {\displaystyle \phi } attraverso un'equazione di stato, senza aggiungere altre informazioni.
Si integra la definizione di fugacità tra lo stato di gas perfetto e quello di gas reale, a temperatura e pressione costante:
{\displaystyle \int _{T,p,gp}^{T,p}d\mu _{T}=\int _{T,p,gp}^{T,p}RTdln(f)}
{\displaystyle \mu _{(T,p)}-\mu _{(T,p)}^{gp}=RTln{\Biggl (}{\frac {f_{(T,p)}}{f_{(T,p)}^{gp}}}{\Biggr )}}
Ricordando l'uguaglianza tra potenziale chimico e energia libera di Gibbs molare, e la definizione di grandezze residue:
{\displaystyle \mu _{(T,p)}-\mu _{(T,p)}^{gp}=g_{(T,p)}-g_{(T,p)}^{gp}=g_{(T,p)}^{res}}
Sostituendo il coefficiente di fugacità e manipolando le equazioni si ottiene:
{\displaystyle ln(\phi _{(T,p)})={\frac {g_{(T,p)}^{res}}{RT}}}
Inoltre sapendo come calcolare l'energia libera di Gibbs molare residua:
{\displaystyle {\frac {g_{(T,p)}^{res}}{RT}}=\int _{0}^{p}(Z-1){\frac {dp}{p}}}
Si ottiene:
{\displaystyle ln(\phi _{(T,p)})=\int _{0}^{p}(Z-1){\frac {dp}{p}}}
In questo modo il coefficiente di fugacità è calcolabile tramite l'integrazione del coefficiente di compressibilità.

#### Calcolo diϕ{\displaystyle \phi }con l'equazione di stato del Viriale
Data l'equazione di stato del Viriale semplificata al primo termine (valida quindi solo per pressioni basse) {\displaystyle Z=1+{\frac {B_{(T)}p}{RT}}} si ottiene svolgendo l'integrale:
{\displaystyle ln(\phi _{(T,p)})={\frac {B_{(T)}p}{RT}}}

#### Calcolo diϕ{\displaystyle \phi }con l'equazione di stato di Van der Waals
Data l'equazione di stato sviluppata da Van der Waals, si ottiene:
{\displaystyle ln(\phi _{(T,p)})=Z-1-{\frac {A}{Z}}-ln(Z-B)}

#### Calcolo diϕ{\displaystyle \phi }con l'equazione di stato di Redlich-Kwong
Data l'equazione di stato sviluppata da Redlich e Kwong, si ottiene:
{\displaystyle ln(\phi _{(T,p)})=Z-1-{\frac {A}{B}}ln{\biggl (}{\frac {Z+B}{Z}}{\biggr )}-ln(Z-B)}
Valida anche per la variazione di Soave dell'equazione di stato di Redlich-Kwong.

#### Calcolo diϕ{\displaystyle \phi }con l'equazione di stato di Peng-Robinson
Data l'equazione di stato sviluppata da Peng e Robinson, si ottiene:
{\displaystyle ln(\phi _{(T,p)})=Z-1-{\frac {A}{2{\sqrt {2}}B}}ln{\biggl (}{\frac {Z+B(1+{\sqrt {2}})}{Z+B(1-{\sqrt {2}})}}{\biggr )}-ln(Z-B)}

### Dipendenza da temperatura e pressione
La fugacità varia con la pressione e con la temperatura secondo funzioni logaritmiche. Per una data temperatura  {\displaystyle T}, la fugacità {\displaystyle f} soddisfa la seguente relazione differenziale: {\displaystyle dln{\frac {f}{f_{0}}}={\frac {dG}{RT}}={\frac {V}{RT}}dp-{\frac {H}{RT^{2}}}dT}
dove:
- {\displaystyle G} è l'energia libera di Gibbs
- {\displaystyle R} la costante universale dei gas
- {\displaystyle V} è il volume del fluido
- {\displaystyle f_{0}} è la fugacità di gas perfetto
- {\displaystyle H} è l'entalpia del fluido

Nel caso di un gas ideale quest'equazione si riduce alla legge dei gas perfetti.

## Condizioni di equilibrio per composti puri
In un sistema mono-componente bifase (per esempio liquido-vapore) a una determinata pressione di vapore, l'equilibrio al trasferimento di materia si traduce nell'uguaglianza dei potenziali chimici della fase liquida e vapore.
{\displaystyle \int _{p_{(T)}^{0},V}^{p_{(T)}^{0},L}d\mu _{T}=\int _{p_{(T)}^{0},V}^{p_{(T)}^{0},L}RTdln(f)}
{\displaystyle \mu _{(p_{(T)}^{0})}^{L}-\mu _{(p_{(T)}^{0})}^{V}=RTln{\Biggl (}{\frac {f_{(p_{(T)}^{0})}^{L}}{f_{(p_{(T)}^{0})}^{V}}}{\Biggr )}}
Per quanto detto sopra, si ottiene:
{\displaystyle 0=RTln{\Biggl (}{\frac {f_{(p_{(T)}^{0})}^{L}}{f_{(p_{(T)}^{0})}^{V}}}{\Biggr )}}
La costante universale dei gas e la temperatura sono delle costanti, perciò:
{\displaystyle f_{(p_{(T)}^{0})}^{L}=f_{(p_{(T)}^{0})}^{V}}
Che può anche essere riscritta come:
{\displaystyle p_{(T)}^{0}\phi _{(p_{(T)}^{0})}^{L}=p_{(T)}^{0}\phi _{(p_{(T)}^{0})}^{V}}
Ed essendo la pressione la stessa per entrambe le fasi:
{\displaystyle \phi _{(p_{(T)}^{0})}^{L}=\phi _{(p_{(T)}^{0})}^{V}}
Per gli altri equilibri (per esempio solido-liquido o vapore-solido) si procede in modo analogo.

## Metodi indiretti per il calcolo della fugacità
L'inaffidabilità delle equazioni di stato nella caratterizzazione della fase liquida, e la mancanza di equazioni di stato sufficientemente precise per la fase solida, ha portato allo sviluppo di metodi alternativi per il calcolo della fugacità, chiamati metodi indiretti.
Questi metodi richiedono informazioni sperimentali aggiuntive, non necessarie se si potesse usare una equazione di stato, quali per esempio la pressione di saturazione, la pressione di evaporazione o la differenza di energia libera di Gibbs tra due fasi.

### Metodo indiretto per il calcolo della fugacità di un liquido
Per caratterizzare la fugacità di un liquido si sfrutta l'equilibrio liquido-vapore la cui caratterizzazione è nota.
Si integra il differenziale del potenziale chimico del liquido tra la pressione di vapore e una pressione generica: 
{\displaystyle \int _{p_{(T)}^{0}}^{T,p}d\mu _{T}^{L}=\int _{p_{(T)}^{0}}^{T,p}RTdln(f^{L})}
Ricordando che nel caso di sistemi mono-componenti {\displaystyle d\mu _{T}^{L}=dg_{T}^{L}}si ottiene:
{\displaystyle \int _{p_{(T)}^{0}}^{T,p}d\mu _{T}^{L}=\int _{p_{(T)}^{0}}^{T,p}dg_{T}^{L}=\int _{p_{(T)}^{0}}^{T,p}v^{L}dp}

#### Fattore di Poynting
Uguagliando ora le due espressioni si ottiene che: 
{\displaystyle f_{(T,p)}^{L}=f_{(p_{(T)}^{0})}^{L}\exp \left[\int _{p_{(T)}^{0}}^{p}{\frac {v^{L}}{RT}}dp\right]}
Dove l'esponenziale viene indicato con il nome di fattore di Poynting, un fattore correttivo che esprime l'influenza di una generica pressione sulla fugacità di un liquido.
Se inoltre il liquido è incomprimibile allora il volume molare {\displaystyle v^{L}} si può considerare indipendente dalla pressione, perciò l'integrale si risolve in: 
{\displaystyle {\frac {f_{(T,p)}^{L}}{f_{(p_{(T)}^{0})}^{L}}}=\exp \left[{\frac {v^{L}}{RT}}\left({p}-p_{(T)}^{0}\right)\right]}
Nel caso in cui la pressione risulti prossima a quella di saturazione, il fattore di Poynting appare trascurabile (approssimazione ragionevole perché i liquidi sono spesso considerabili quasi incomprimibili).
Inoltre, si può sostituire la fugacità del liquido con la pressione di vapore (grazie all'equilibrio liquido-vapore):
{\displaystyle f_{(T,p)}^{L}=p_{(T)}^{0}\phi _{(p_{(T)}^{0})}^{V}\exp \left[\int _{p_{(T)}^{0}}^{p}{\frac {v^{L}}{RT}}dp\right]}
Nel caso in cui il gas sia approssimabile come perfetto ed il fattore di Poynting sia trascurabile, si ottiene che la fugacità di un liquido risulta uguale alla tensione di vapore (a quella data temperatura): {\displaystyle f_{(T,p)}^{L}\approx p_{(T)}^{0}}.

### Metodi indiretti per il calcolo della fugacità di un solido

#### Metodo per sublimazione e fattore di Poynting
Questo metodo per caratterizzare la fugacità di un solido è esattamente analogo a quello di un liquido, ottenendo:
{\displaystyle f_{(T,p)}^{S}=f_{(p_{(T)}^{0s})}^{S}\exp \left[\int _{p_{(T)}^{0s}}^{p}{\frac {v^{S}}{RT}}dp\right]=p_{(T)}^{0s}\phi _{(p_{(T)}^{0s})}^{V}\exp \left[\int _{p_{(T)}^{0s}}^{p}{\frac {v^{S}}{RT}}dp\right]}
dove {\displaystyle p_{(T)}^{0s}}è la pressione di sublimazione alla quale solido e vapore sono in equilibrio tra loro.
In analogia col caso di liquido, se il gas tende ad essere perfetto e il fattore di Poynting è trascurabile, si ottiene che la fugacità di un solido è {\displaystyle f_{(T,p)}^{S}\approx p_{(T)}^{0s}}.

#### Metodo per solidificazione
Integrando la definizione di fugacità tra lo stato liquido e quello solido:
{\displaystyle \int _{T,p,L}^{T,p,S}d\mu _{T}=\int _{T,p,L}^{T,p,S}RTdln(f)}
{\displaystyle \mu _{(T,p)}^{S}-\mu _{(T,p)}^{L}=RTln{\Biggl (}{\frac {f_{(T,p)}^{S}}{f_{(T,p)}^{L}}}{\Biggr )}=g_{(T,p)}^{S}-g_{(T,p)}^{L}}
È ricavabile la fugacità del solido come:
{\displaystyle f^{S}{(T,p)}=f^{L}{(T,p)}\exp \left[{\frac {g_{(T,p)}^{S}-g_{(T,p)}^{L}}{RT}}\right]=f^{L}{(T,p)}\exp \left[{\frac {\Delta g_{(T,p)}^{sol}}{RT}}\right]}
Dove {\displaystyle \Delta g_{(T,p)}^{sol}} è la differenza di energia libera di Gibbs per il passaggio di stato solidificazione. Questo valore dipende sia dalla temperatura sia dalla pressione, nonostante esso sia legato ad una transizione di fase in cui la varianza del sistema è pari ad uno. Quindi il {\displaystyle \Delta g_{(T,p)}^{sol}}diventa una quantità termodinamica priva di senso fisico, ma comunque calcolabile (matematicamente permettendo), per calcolare successivamente la fugacità. Per il suo calcolo sarà necessario utilizzare la temperatura di fusione, una quantità per cui è possibile calcolare la differenza di energia libera.
{\displaystyle \Delta g_{(T,p)}^{sol}=\Delta h_{(T,p)}^{sol}-T\Delta s_{(T,p)}^{sol}=\left[\int _{T}^{T_{f}}c_{P}^{L}dT+\Delta h_{(T_{f})}^{sol}+\int _{T_{f}}^{T}c_{P}^{S}dT\right]-T\left[\int _{T}^{T_{f}}{\frac {c_{P}^{L}}{T}}dT+{\frac {\Delta h_{(T_{f})}^{sol}}{T_{f}}}+\int _{T_{f}}^{T}{\frac {c_{P}^{S}}{T}}dT\right]}
Se si considera il calore specifico isobaro circa costante al variare della temperatura, si ottiene:
{\displaystyle \Delta g_{(T,p)}^{sol}\approx \Delta h^{sol}\left(1-{\frac {T}{T_{f}}}\right)+(c_{P}^{L}-c_{P}^{S})\left(T_{f}-T-Tln\left({\frac {T_{f}}{T}}\right)\right)}
Sostituendo poi quanto appena trovato nella fugacità si ottiene:
{\displaystyle f^{S}{(T,p)}=f^{L}{(T,p)}\exp \left[{\frac {\Delta h^{sol}}{R}}\left({\frac {1}{T}}-{\frac {1}{T_{f}}}\right)+{\frac {c_{P}^{L}-c_{P}^{S}}{R}}\left({\frac {T_{f}}{T}}-1-ln\left({\frac {T_{f}}{T}}\right)\right)\right]}
In molti casi i due calori specifici sono simili, è quindi trascurabile il secondo termine dell'esponenziale rispetto al primo, ottenendo che:
{\displaystyle f^{S}{(T,p)}=f^{L}{(T,p)}\exp \left[{\frac {\Delta h^{sol}}{R}}\left({\frac {1}{T}}-{\frac {1}{T_{f}}}\right)\right]}

## Fugacità di composti in miscela
La trattazione per miscele segue quella riportata per le sostanze pure. La fugacità di un composto in miscela viene definita come:
{\displaystyle {\begin{cases}d\mu _{i_{T}}=RTdln({\hat {f}}_{i})\\\lim _{p\to 0}{\frac {{\hat {f}}_{i}}{p_{i}}}=1\end{cases}}}
In cui, con il simbolo {\displaystyle {\hat {f_{i}}}}, si identifica la fugacità del composto in miscela, proprio per differenziarla dalla fugacità del composto puro.
La prima equazione deriva dall'utilizzo dell'equazione del gas perfetto applicata ad un sistema bifase in equilibrio, in cui quindi temperatura, pressione e potenziale chimico delle due fasi risultano uguali. Il potenziale chimico di un composto in miscela è uguale all'energia libera di Gibbs parziale molare del composto in miscela (indicata con una barra sulla G), quindi:
{\displaystyle \mu _{i}^{gp}={\bar {G}}_{i}^{gp}=g_{i}^{gp}+RTlnx_{i}}
Differenziando:
{\displaystyle d\mu _{i}^{gp}=d{\bar {G}}_{i,T}^{gp}=dg_{i,T}^{gp}+RTlnx_{i}}
Ed inoltre sapendo che:
{\displaystyle dg_{i,T}^{gp}=v_{i}^{gp}dp={\frac {RT}{p}}dp}
Sostituendo quanto trovato si ottiene:
{\displaystyle d\mu _{i,T}^{gp}=RT{\frac {dp}{p}}+RTdlnx_{i}=RT(dln(p)+dlnx_{i})=RTdln(px_{i})=RTdlnp_{i}}
Come nel caso delle sostanze pure l'equazione risulta verificata per i gas perfetti e la fugacità viene introdotta in sostituzione della pressione parziale  {\displaystyle p_{i}}per poter caratterizzare lo scostamento dal comportamento di gas perfetto. La seconda equazione serve proprio a tale scopo (si ricorda che per pressioni dell'intero sistema tendenti a zero un gas reale ha un comportamento pressoché identico ad un gas perfetto).

### Coefficiente di fugacità di composti in miscela
Il rapporto tra fugacità e pressione (presente nel limite) viene definito coefficiente di fugacità del composto in miscela e misura lo scostamento del gas in miscela dal comportamento di gas perfetto:
{\displaystyle {\hat {\phi }}_{i(T,p,x)}={\frac {{\hat {f}}_{i(T,p,x)}}{p_{i}}}={\frac {{\hat {f}}_{i(T,p,x)}}{{\hat {f}}_{i(T,p,x)}^{gp}}}={\frac {{\hat {f}}_{i(T,p,x)}}{px_{i}}}}
Il coefficiente di fugacità risulta quindi essere adimensionale.
In particolare per un gas in miscela con comportamento di gas perfetto {\displaystyle {\hat {\phi }}_{i}=1}, essendo la fugacità di un gas perfetto in miscela uguale alla sua pressione parziale.

### Legame fugacità - energia libera di Gibbs
Come visto per i composti puri è possibile legare con relazioni matematiche il coefficiente di fugacità all'energia libera di Gibbs.
{\displaystyle ln{\hat {\phi }}_{i}={\frac {{\bar {G}}_{i}^{res}}{RT}}={\frac {1}{RT}}\left({\frac {\partial G^{res}}{\partial n_{i}}}\right)_{T,p,n_{j\neq i}}=\left({\frac {\partial }{\partial n_{i}}}\left({\frac {G^{res}}{RT}}\right)\right)_{T,p,n_{j\neq i}}=\left({\frac {\partial }{\partial n_{i}}}\left({\frac {ng^{res}}{RT}}\right)\right)_{T,p,n_{j\neq i}}}
Riscrivendo le equazioni si trova che:
{\displaystyle {\frac {{\bar {G}}_{i}^{res}}{RT}}=\left({\frac {\partial }{\partial n_{i}}}\left({\frac {{\bar {G}}_{i}^{res}}{RT}}\right)\right)_{T,p,n_{j\neq i}}=\left({\frac {\partial }{\partial n_{i}}}\int _{0}^{p}(n_{t}Z-n_{t}){\frac {dp}{p}}\right)_{T,p,n_{j\neq i}}=\int _{0}^{p}\left[\left({\frac {\partial (n_{t}Z)}{\partial n_{i}}}\right)_{T,p,n_{j\neq i}}-1\right]{\frac {dp}{p}}=ln{\hat {\phi }}_{i(T,p,x)}}
Da qui è possibile sviluppare tutta la trattazione sulle regole di miscelazione che permettono di calcolare il coefficiente di comprimibilità {\displaystyle Z} e quindi, grazie alla relazione appena trovata, il calcolo del coefficiente di fugacità.

## Condizioni di equilibrio per composti in miscela
In un sistema multi-componente bifase a una determinata pressione, l'equilibrio al trasferimento di materia si traduce nell'uguaglianza dei potenziali chimici della fase liquida (L) e vapore (V).
{\displaystyle \int _{T,p,x,L}^{T,p,y,V}d\mu _{iT}=\int _{T,p,x,L}^{T,p,y,V}RTdln({\hat {f}}_{i})}
{\displaystyle \mu _{i(T,p,y)}^{V}-\mu _{i(T,p,x)}^{L}=RTln{\Biggl (}{\frac {{\hat {f}}_{i(T,p,y)}^{V}}{{\hat {f}}_{i(T,p,x)}^{L}}}{\Biggr )}=0}
La costante universale dei gas e la temperatura sono delle costanti, perciò:
{\displaystyle {\hat {f}}_{i(T,p,x)}^{L}={\hat {f}}_{i(T,p,y)}^{V}}
Che può anche essere riscritta come:
{\displaystyle {\hat {\phi }}_{i(T,p,x)}^{L}={\hat {\phi }}_{i(T,p,y)}^{V}}
Per gli altri equilibri (per esempio solido-liquido o vapore-solido) si procede in modo analogo.